# Альбиоль, Рауль
Рау́ль Альбио́ль Тортаха́да (исп. Raúl Albiol Tortajada; 4 сентября 1985, Вильямарчанте) — испанский футболист, защитник клуба «Вильярреал». Становился чемпионом мира и Европы (дважды).

## Биография
Рауль родился в городке Вильямарчанте, что в окрестностях Валенсии. Происходит из спортивной семьи: отец также был профессиональным футболистом, а мать занималась легкой атлетикой; брат играл в команде из третьего дивизиона «Реал Мурсия». Свою карьеру начал в академии клуба «Рибарроха», затем проявил себя на одном из юношеских турниров и попал в академию «Валенсии». В 2003 году подписал молодежный контракт с фарм-клубом валенсийской команды «Валенсия Месталья». В сезоне 2003/04 провёл 35 матчей, забив два гола.

## Клубная карьера
Летом 2004 года подписал четырехлетний контракт с первой командой «летучих мышей». Двумя месяцами ранее дебютировал за «Валенсию» в матче Кубка УЕФА против шведского «АИКа». 2 августа этого же года Рауль был отдан в аренду в клуб «Хетафе». По дороге к базе «Хетафе» Альбиоль попал в жуткую автокатастрофу: его машина вылетела с шоссе на скорости 150 км/ч и перевернулась шесть раз. Альбиоль с многочисленными переломами и ушибами был доставлен в больницу, где перенес две операции и потерял селезёнку. Дебют Рауля в «Хетафе» был отложен на полгода. При этом руководство мадридской команды не собиралось отказываться от игрока, и по приезде на «Колисеум  Альфонсо Перес» он сумел сыграть 17 матчей, набравшись необходимого опыта выступлений на взрослом уровне.

### «Валенсия»
28 августа 2005 года Альбиоль дебютировал в «Валенсии». Юный защитник, символизировавший новое поколение воспитанников левантийского клуба, вышел с первых минут поединка против «Бетиса» (2:1). Всего же провёл в этом сезоне 29 матчей, ни разу не оставшись на скамейке запасных
. Впоследствии Рауль стал основным защитником «Валенсии», его сватали в английские и итальянские гранды, однако раз за разом он продолжал играть в родной команде. В сезоне 2006/07 дошёл с «Валенсией» до четвертьфинала Лиги Чемпионов, а также помог занять третье место в чемпионате Испании. Рауль забил два гола — оба головой. 25 апреля 2006 года Альбиоля попытался купить «Реал Мадрид», однако защитник продлил соглашение с «Валенсией» до 2011 года. В это же время он начал выступать в составе сборной Испании, а его стоимость подскочила в несколько раз. 12 сентября 2006 года дебютировал в рамках Лиги чемпионов, отметившись голом в ворота «Олимпиакоса» (2:4).

### «Реал Мадрид»
В июне 2009 года Рауль Альбиоль перешёл в «Реал Мадрид» за 15 миллионов евро, где стал одним из участников проекта Флорентино Переса. В это же трансферное окно в команду пришли Криштиану Роналду, Кака, Карим Бензема, Альваро Арбелоа и Хаби Алонсо. Эти футболисты составят костяк «Реала» на многие сезоны вперед. 29 августа 2009 года Рауль дебютировал в основе мадридской команды, выйдя с первых минут поединка против «Депортиво» (3:2). Он без труда закрепился в центральной зоне обороны «сливочных», а в декабре отметился дебютным голом в поединке Лиги чемпионов против «Марселя» (3:1).
Несмотря на солидные денежные вливания «Реал» в том сезоне не смог взять ни единого трофея, поэтому в команде начались перестановки. Рауль больше не считался уверенным игроком основы и часто оставался на скамейке запасных, а иногда и вовсе не попадал в заявку. Вместе с приходом на тренерский мостик Жозе Моуринью карьера Альбиоля в «Реале» практически завершилась. В сезоне 2011/12 он провёл на поле всего 1456 минуты. Несмотря на это, в июне 2012 года Альбиоль продлил соглашение с «Реалом» до 2017 года, предварительно отказав «Тоттенхэму» и «Милану».

### «Наполи»
В 2013 году поступило официальное сообщение, что Рауль Альбиоль стал игроком «Наполи». 25 августа 2013 года дебютировал в основном составе «Наполи» в матче первого тура Серии A против «Болоньи» (2:0). В дебютном сезоне провел на поле 33 матча, отыграл 4418 минут и забил один гол. Альбиоль исполнял роль игрока левой бровки в схеме с тремя защитниками.
4 июля 2019 года Рауль Альбиоль перешёл в «Вильярреал» за 5 миллионов евро. Опытный испанский защитник подписал с «жёлтой субмариной» контракт на 3 года.

## Карьера в сборной
Альбиоль гармонично вписался в «золотое» поколения испанской сборной середины 2000-х. В 2004 году он выиграл юношеский чемпионат Европы, играя бок о бок с такими звёздами как Давид Сильва, Серхио Рамос, Хуанфран (через три дня после финала попадет в ту самую автомобильную катастрофу).
Дебют в национальной сборной Испании состоялся 13 октября 2007 года в матче против Дании (3:1). Следующим летом отправился на чемпионат Европы. Здесь сыграл во втором и третьем матче группового этапа, а его команда выиграла заветный трофей. Менее удачным для него получился чемпионат мира 2010. На этом турнире Альбиоль проигрывал конкуренцию в основе Жерару Пике и Карлесу Пуйолю и ни разу на поле не выходил.
Неудачи в «Реале» пагубно сказывались на карьере Рауля в сборной. На чемпионате Европы 2012 он вновь на поле не выходил, притом, что большой конкуренции в центральной зоне обороны не было. После переезда в Италию Альбиоль начал получать все больше игровой практики и 23 июня сыграл свой первый матч на финальных турнирах чемпионатов мира. В этой встрече Испания обыграл Австралию со счетом 3:0, но все равно покинула турнир. В 2021 году Альбиоль завершил карьеру в сборной Испании.

## Статистика
| Выступление      | Выступление      | Выступление      | Лига | Лига | Кубки | Кубки | Еврокубки | Еврокубки | Прочие | Прочие | Итого | Итого |
| Клуб             | Лига             | Сезон            | Игры | Голы | Игры  | Голы  | Игры      | Голы      | Игры   | Голы   | Игры  | Голы  |
| ---------------- | ---------------- | ---------------- | ---- | ---- | ----- | ----- | --------- | --------- | ------ | ------ | ----- | ----- |
| Хетафе           | Примера          | 2004/05          | 17   | 1    | 0     | 0     | 0         | 0         | 0      | 0      | 17    | 1     |
| Хетафе           | Итого            | Итого            | 17   | 1    | 0     | 0     | 0         | 0         | 0      | 0      | 17    | 1     |
| Валенсия         | Примера          | 2003/04          | 0    | 0    | 0     | 0     | 2         | 0         | 0      | 0      | 2     | 0     |
| Валенсия         | Примера          | 2005/06          | 29   | 1    | 4     | 0     | 3         | 0         | 0      | 0      | 36    | 1     |
| Валенсия         | Примера          | 2006/07          | 36   | 1    | 4     | 2     | 12        | 1         | 0      | 0      | 52    | 4     |
| Валенсия         | Примера          | 2007/08          | 32   | 1    | 6     | 0     | 7         | 0         | 0      | 0      | 45    | 1     |
| Валенсия         | Примера          | 2008/09          | 34   | 2    | 2     | 0     | 6         | 0         | 2      | 0      | 44    | 2     |
| Валенсия         | Итого            | Итого            | 131  | 5    | 16    | 2     | 30        | 1         | 2      | 0      | 179   | 8     |
| Реал Мадрид      | Примера          | 2009/10          | 33   | 0    | 2     | 0     | 8         | 1         | 0      | 0      | 43    | 1     |
| Реал Мадрид      | Примера          | 2010/11          | 20   | 0    | 6     | 0     | 6         | 0         | 0      | 0      | 32    | 0     |
| Реал Мадрид      | Примера          | 2011/12          | 10   | 0    | 2     | 0     | 5         | 0         | 0      | 0      | 17    | 0     |
| Реал Мадрид      | Примера          | 2012/13          | 18   | 1    | 5     | 0     | 2         | 0         | 1      | 0      | 26    | 1     |
| Реал Мадрид      | Итого            | Итого            | 81   | 1    | 15    | 0     | 21        | 1         | 1      | 0      | 118   | 2     |
| Наполи           | Серия А          | 2013/14          | 32   | 1    | 5     | 0     | 9         | 0         | 0      | 0      | 46    | 1     |
| Наполи           | Серия А          | 2014/15          | 35   | 0    | 3     | 0     | 12        | 0         | 1      | 0      | 51    | 0     |
| Наполи           | Серия А          | 2015/16          | 36   | 1    | 0     | 0     | 3         | 0         | 0      | 0      | 39    | 1     |
| Наполи           | Серия А          | 2016/17          | 26   | 0    | 3     | 0     | 6         | 0         | 0      | 0      | 35    | 0     |
| Наполи           | Серия А          | 2017/18          | 31   | 3    | 0     | 0     | 8         | 0         | 0      | 0      | 39    | 3     |
| Наполи           | Серия А          | 2018/19          | 20   | 1    | 0     | 0     | 6         | 0         | 0      | 0      | 26    | 1     |
| Наполи           | Итого            | Итого            | 180  | 6    | 11    | 0     | 44        | 0         | 1      | 0      | 236   | 6     |
| Вильярреал       | Примера          | 2019/20          | 36   | 1    | 2     | 0     | 0         | 0         | 0      | 0      | 38    | 1     |
| Вильярреал       | Примера          | 2020/21          | 35   | 0    | 1     | 0     | 11        | 2         | 0      | 0      | 47    | 2     |
| Вильярреал       | Примера          | 2021/22          | 28   | 0    | 2     | 1     | 12        | 0         | 1      | 0      | 43    | 1     |
| Вильярреал       | Примера          | 2022/23          | 25   | 0    | 1     | 0     | 1         | 0         | 0      | 0      | 27    | 0     |
| Вильярреал       | Примера          | 2023/24          | 22   | 0    | 1     | 0     | 3         | 0         | 0      | 0      | 26    | 0     |
| Вильярреал       | Итого            | Итого            | 146  | 1    | 7     | 1     | 27        | 2         | 1      | 0      | 181   | 4     |
| Всего за карьеру | Всего за карьеру | Всего за карьеру | 555  | 14   | 49    | 3     | 122       | 4         | 5      | 0      | 731   | 21    |

## Достижения

### Командные
«Валенсия»
- Обладатель Кубка Испании: 2007/08

«Реал Мадрид»
- Чемпион Испании: 2011/12
- Обладатель Кубка Испании: 2010/11
- Обладатель Суперкубка Испании: 2012

«Наполи»
- Обладатель Кубка Италии: 2013/14
- Обладатель Суперкубка Италии: 2014

«Вильярреал»
- Победитель Лиги Европы УЕФА: 2020/21

Сборная Испании
- Чемпион Европы: 2008, 2012
- Чемпион мира: 2010

### Личные
- Молодой игрок года в Испании («Don Balón»): 2006
- Команда сезона Лиги Европы УЕФА: 2020/21[24]